# Cy-Warrior
Cy-Warrior (Originaltitel: Cyborg, il guerriero d'acciaio) ist ein 1989 gedrehter Actionfilm mit Science-Fiction-Elementen, den Giannetto De Rossi inszenierte. Im deutschsprachigen Raum wurde er am 10. Dezember 1990 auf Video erstaufgeführt.

## Handlung
Das amerikanische Militär hat einen Androiden entwickelt, der frei von menschlichen Zwängen und Gefühlen als reine Kampfmaschine eingesetzt werden kann. Während eines Transportes auf einem Schiff wird der Prototyp des Cy-Warriors, der als „3CB“ bezeichnet wird, versehentlich in Betrieb genommen und erreicht, da die Schiffsbesatzung ihn nicht aufhalten kann, eine kleine Insel. Voller Sorge, das Militärgeheimnis seiner Entwicklung könne entdeckt werden, lässt der rücksichtslose Colonel Hammer eine Jagd auf 3CB beginnen. Dieser, äußerlich ein hübscher junger Mann, wird vom jungen Brandon, der mit seiner Schwester Susan alleine lebt, aufgenommen und wohnt nun auf deren Zuckerrohrplantage. Dort kann 3CB sich seine Verletzungen mechanischer Art selbst reparieren; Susan verliebt sich in den naiv und herzensgut erscheinenden Cyborg.
Mittlerweile haben Hammer und seine Männer die Insel erreicht und verwickeln 3CB in heftige Feuergefechte, denen viele unschuldige Inselbewohner zum Opfer fallen. Um sein Ziel zu erreichen, lässt Hammer Brandon entführen, um ihn gegen den Androiden einzutauschen. 3CB kann ihn jedoch befreien; allerdings wird das Kind dabei verletzt. Zornig tötet 3CB alle Leute Hammers und auch diesen selbst. Um das Leben des Jungen zu retten, opfert er sich schließlich, indem er mit seinen Funktionen die Stromversorgung des kleinen Krankenhauses aufrechterhält, in dem Brandon operiert wird.

## Kritik
Das Lexikon des internationalen Films sah einen „Actionfilm im Fahrwasser von "Nummer 5 lebt", der unentschlossen zwischen Härte und Sentimentalitäten schwankt.“
Roberto Poppi hält den Film für verhältnismäßig ordentlich inszeniert, mit einigen billigen, aber wohldosierten Spezialeffekten. Mit professioneller Kamera und gutem Schnitt bei zufriedenstellenden Schauspielerleistungen ausgestattet, fand der Film sein Publikum im Ausland; in Italien dagegen war er so gut wie nicht zu sehen.

## Bemerkungen
Die Geschichte erinnert deutlich an Nummer 5 lebt!, worauf auch Ronald M. Hahn/Volker Jansen hinweisen.
In der deutschen Fassung wird aus Colonel Hammer der Agent Turner.